# Wskaźnik płynności bieżącej
Wskaźnik płynności bieżącej (CR, z ang. current ratio, zgodnie z terminologią GUS „wskaźnik płynności III stopnia”) – stosunek aktywów bieżących (obrotowych) do pasywów bieżących (zobowiązań krótkoterminowych). Wskaźnik płynności bieżącej informuje o potencjalnej zdolności do spłaty bieżących zobowiązań za pomocą krótkoterminowych aktywów. Pożądaną wartość tego wskaźnika wywodzi się z reguły odnoszącej się do poziomu kapitału obrotowego netto (aktywa obrotowe minus zobowiązania bieżące), który dla bezpiecznie finansujących się przedsiębiorstw powinien być większy od zera. Konstrukcja tego wskaźnika opiera się na tych samych kategoriach tylko, że przedstawionych nie w różnicy, a w ilorazie. Tym samym oczekuje się, że jego wartość będzie większa od 1.
Pomimo powszechnie występujących norm dla wartości tego wskaźnika, najczęściej jako przedział pomiędzy 1 a 2, zależy on jednak od specyfiki branży.
CR = aktywa obrotowe / zobowiązania krótkoterminowe